# شناسایی سیستم غیرخطی
شناسایی سیستم روشی است برای شناسایی یا اندازه‌گیری مدل ریاضی یک سیستم از اندازه‌گیری ورودی‌ها و خروجی‌های سیستم. برنامه‌های شناسایی سیستم شامل هر سیستمی است که می‌تواند ورودی‌ها و خروجی‌ها را اندازه‌گیری کند و شامل فرایندهای صنعتی، سیستم‌های کنترل،  داده‌های اقتصادی، زیست‌شناسی و علوم زندگی، پزشکی، سیستم‌های اجتماعی و موارد دیگر باشد.
یک سیستم غیرخطی به عنوان هر سیستمی که خطی نیست تعریف می‌شود، یعنی هر سیستمی که اصل برهم‌نهی را برآورده نکند. این تعریف منفی تمایل به این ابهام دارد که انواع مختلفی از سیستم‌های غیرخطی بسیار متفاوتی وجود دارد. از لحاظ تاریخی، شناسایی سیستم برای سیستم‌های غیرخطی با تمرکز روی کلاس‌های خاص سیستم توسعه یافته‌است و می‌توان آن را به‌طور گسترده به پنج رویکرد اساسی طبقه‌بندی کرد که هر یک توسط یک کلاس تعریف شده‌است:
1. مدل‌های  سری‌های ولترا،
2. مدل‌های ساختار بلوکی،
3. مدل‌های  شبکه عصبی،
4. مدل‌های NARMAX و
5. مدل‌های فضای حالت.

برای شناسایی سیستم چهار مرحله وجود دارد: جمع‌آوری داده‌ها، فرضیه مدل، شناسایی پارامتر و اعتبار مدل. جمع‌آوری داده‌ها به عنوان بخش اول و اساسی در اصطلاحات شناسایی در نظر گرفته شده‌است و از آن به عنوان منبع برای مدل ارائه شده استفاده می‌شود. این شامل انتخاب یک مجموعه داده مناسب، پیش-پردازش و پردازش است. این شامل اجرای الگوریتم‌های شناخته شده به همراه رونویسی از جعبه سیاه، ذخیره‌سازی داده‌ها و مدیریت داده‌ها، کالیبراسیون، پردازش، تجزیه و تحلیل و ارائه می‌باشد. علاوه بر این، اعتبار سنجی مدل برای به دست آوردن بهره اطمینان، یا رد یک مدل خاص، ضروری است. به‌طور خاص، برآورد پارامتر و اعتبار سنجی مدل، اجزای لاینفک شناسایی سیستم هستند. اعتبار سنجی به فرایند تأیید مدل مفهومی و نشان‌دادن مکاتبات کافی بین نتایج محاسباتی مدل و داده‌های واقعی اشاره دارد.

## روش‌های سری‌های ولترا
کارهای اولیه توسط روش‌های مبتنی بر  سری‌های ولترا حاکم بود که در حالت زمان گسسته می‌توان آن را بیان کرد
{\displaystyle {\begin{aligned}y(k)&=h_{0}+\sum \limits _{m_{1}=1}^{M}h_{1}(m_{1})u(k-m_{1})+\sum \limits _{m_{1}=1}^{M}\sum \limits _{m_{2}=1}^{M}h_{2}(m_{1},m_{2})u(k-m_{1})u(k-m_{2})\\&{}\quad {}+\sum \limits _{m_{1}=1}^{M}\sum \limits _{m_{2}=1}^{M}\sum \limits _{m_{3}=1}^{M}h_{3}(m_{1},m_{2},m_{3})u(k-m_{1})u(k-m_{2})u(k-m_{3})+\cdots \end{aligned}}}
که  {\displaystyle u(k),y(k);k=1,2,3}، … به ترتیب ورودی و خروجی اندازه‌گیری شده و {\displaystyle h_{\ell }(m_{1},\ldots ,m_{\ell })} هسته ولترا مرتبه امم، یا مرتبه امم پاسخ ضربه غیرخطی است. سری ولترا یک فرمت انتگرالکانولوشن خطی است.